# Вуокса (езеро)
Вижте пояснителната страница за други значения на Вуокса.
Вуокса (на руски: Вуокса) е езеро в Ленинградска област, Северозападна Русия. Разположено е на Карелския провлак и през него преминава река Вуокса малко преди вливането си в Ладожкото езеро. Езерото има площ 108 km² и в него са разположени множество острови. На североизточния му бряг се намира град Приозерск.